# Дрисвята
Дрисвя́та (бел. Дрысвя́та, Друкша) — река в Браславском районе Витебской области Белоруссии. Левый приток реки Дисна.
Длина реки — 44 км. Средний расход воды — 6,1 м³/с. Площадь водосборного бассейна — 1020 км². Уклон реки — 0,4 м/км.
Исток в 1,5 км к северо-западу от деревни Гритуны, верхнее течение в границах Браславской гряды, нижнее на западе Полоцкой низменности, протекает через озёра Долгое, Высокое и Богинское, устье возле агрогородка Козяны.
До 1953 года вытекала из озера Дрисвяты. В 1953 году между озёрами Ставок и Оболе на Дрисвяте была построена ГЭС Дружба народов, в результате чего река изменила русло. Участок бывшего русла теперь считается притоком Дрисвяты — Дрисвяткой (другое название Прорва).